# Ocotea percoriacea
Ocotea percoriacea är en lagerväxtart som beskrevs av André Joseph Guillaume Henri Kostermans. Ocotea percoriacea ingår i släktet Ocotea och familjen lagerväxter. Inga underarter finns listade i Catalogue of Life.